# Пенсільванські німці

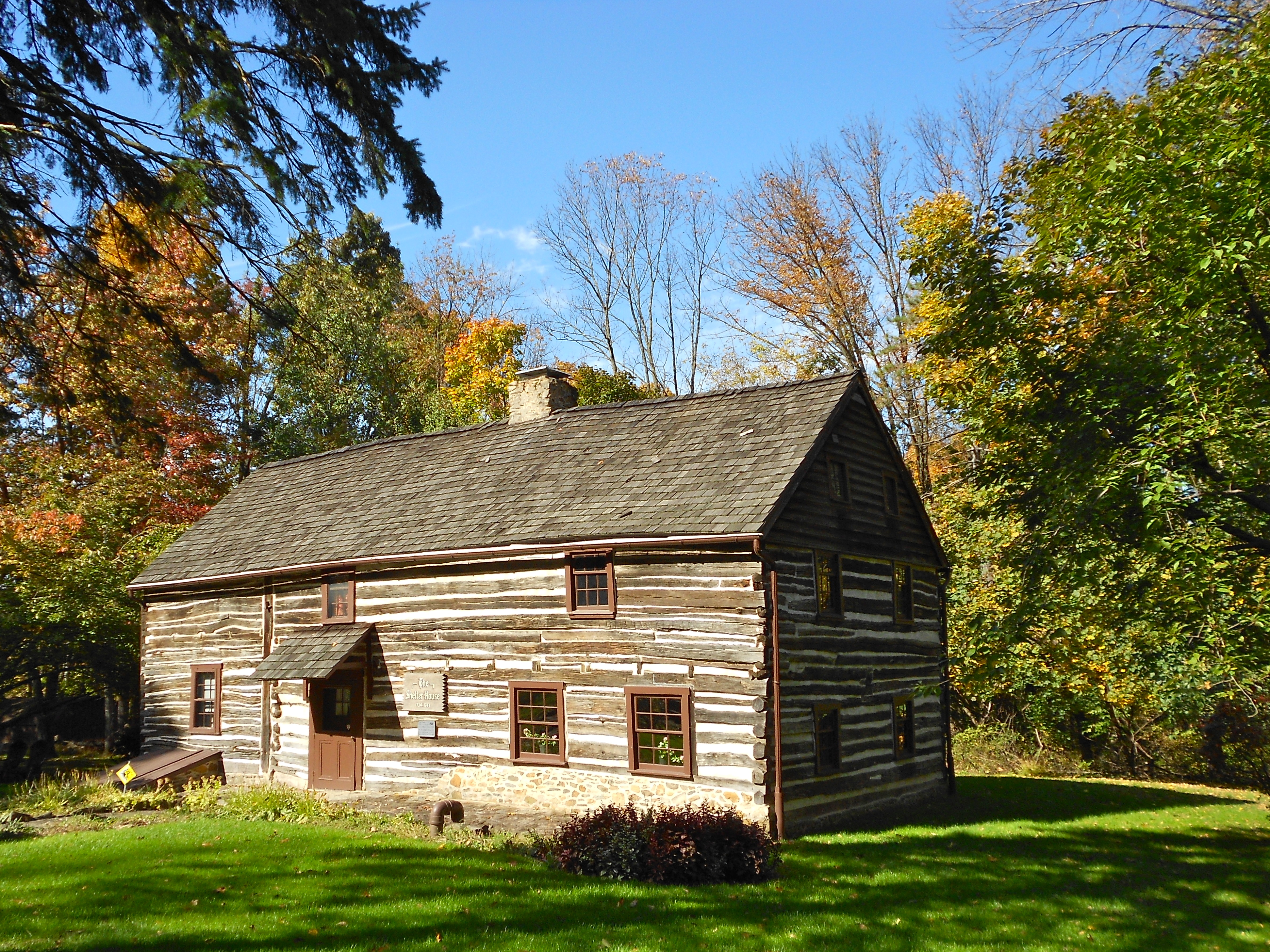
Будинок-притулок в Еммеєсі, штат Пенсільванія, побудований у 1734 році німецькими поселенцями з Пенсільванії. Вважається найстарішою будівельною спорудою долини Ліхай, яка постійно була житловою, і однією з найстаріших у Пенсільванії.

Пенсильванські німці (нім. Pennsylvania Dutch) — Культурна група, утворена німецькими іммігрантами, які оселилися в штаті Пенсільванія протягом 18-19 століть. Вони емігрували переважно з німецькомовних територій Європи, які тепер частково знаходяться в межах сучасної Німеччини (переважно з Пфальцу, Баден-Вюртемберга, Гессену та Рейнської області), а також з Нідерландів, Швейцарії та французького регіону Ельзас-Лотарингія, подорожуючи вниз по річці  Рейн до морських портів.
Перші поселенці описували себе як Deitsch, що відповідає німецькій мові Deutsch (для «німецької»), пізніше спотвореній до «німецької». Вони розмовляли багатьма південнонімецькими діалектами, включаючи палатинський. Саме через їх перехресну діалогову взаємодію, відносну відсутність нових німецьких іммігрантів приблизно з 1770 до 1820 років і те, що збереглося наступними поколіннями, виник гібридний діалект, відомий як пенсільванська німецька (або пенсильванська голландська), який має резонанс із цим. день.
Пенсільванські голландці підтримували численні релігійні приналежності, причому найбільше число були лютеранами або німецькими реформаторами, але також багато анабаптистів, включаючи менонітів, амішів і братів. Групи анабаптистів підтримували простий спосіб життя, а їхні прихильники були відомі як простолюди (або простоголландці); це контрастувало з модними голландцями, які, як правило, легше асимілювалися в європейсько-американському мейнстрімі. До кінця 1700-х років інші конфесії також були представлені в меншій кількості.
| Прапор Німеччини | Це незавершена стаття про Німеччину. Ви можете допомогти проєкту, виправивши або дописавши її. |